# Chu trình carbon

Biểu đồ chu trình carbon. Các số màu đen chỉ ra lượng carbon được lưu giữ trong các nguồn chứa khác nhau, tính bằng tỉ tấn ("GtC" là viết tắt của GigaTons of Carbon (tỉ tấn carbon) và các con số ước tính vào năm 2004). Các số màu xanh lam sẫm chỉ ra lượng carbon di chuyển giữa các nguồn mỗi năm. Các loại trầm tích, như định nghĩa trong biểu đồ này, dkhông bao gồm ~70 triệu GtC trong các loại đá carbonat và kerogen.

Chu trình carbon là một chu trình sinh địa hóa học, trong đó carbon được trao đổi giữa sinh quyển, thổ nhưỡng quyển, địa quyển và khí quyển của Trái Đất. Nó là một trong các chu trình quan trọng nhất của Trái Đất và cho phép carbon được tái chế và tái sử dụng trong khắp sinh quyển và bởi tất cả các sinh vật của nó.
Chu trình carbon khởi thủy được Joseph Priestley và Antoine Lavoisier phát hiện ra và được Humphry Davy phổ biến. Hiện nay nó thường được coi như là bao gồm các nguồn chứa chính sau đây của carbon, được liên kết với nhau bởi các con đường trao đổi:
- Khí quyển
- Sinh quyển đất liền, thường được định nghĩa như là bao gồm các hệ sinh thái nước ngọt và vật chất hữu cơ phi sinh vật, chẳng hạn như carbon trong đất.
- Các đại dương, bao gồm carbon vô cơ hòa tan cùng các khu hệ sinh vật và phi sinh vật biển.
- Các trầm tích, bao gồm cả các nhiên liệu hóa thạch.
- Phần bên trong của Trái Đất, với carbon từ lớp phủ và lớp vỏ Trái Đất được giải phóng vào khí quyển và thủy quyển thông qua hoạt động phun trào núi lửa và các hệ thống địa nhiệt.

Sự di chuyển hàng năm của carbon, hay sự trao đổi carbon giữa các nguồn chứa, xảy ra là do các quá trình hóa học, vật lý, địa chất và sinh học khác nhau. Đại dương chứa vũng hoạt hóa lớn nhất của carbon gần bề mặt Trái Đất, nhưng phần đại dương sâu của vũng này lại không trao đổi nhanh với khí quyển vì thiếu ảnh hưởng và tác động từ bên ngoài, chẳng hạn như miệng phun thủy nhiệt hay rò rỉ giếng dầu vùng nước sâu không bị kiềm chế.
Quỹ carbon toàn cầu là sự cân bằng của các trao đổi (thu nhận và giải phóng hay đến và đi) của carbon giữa các nguồn chứa carbon hay giữa một vòng trao đổi cụ thể (chẳng hạn như giữa khí quyển với sinh quyển) trong chu trình carbon. Sự thẩm tra quỹ carbon của một vũng hay một nguồn chứa có thể cung cấp thông tin về việc vũng hay nguồn chứa này đang vận hành như là một nguồn giải phóng hay nguồn thu giữ carbon dioxide.

## Trong khí quyển

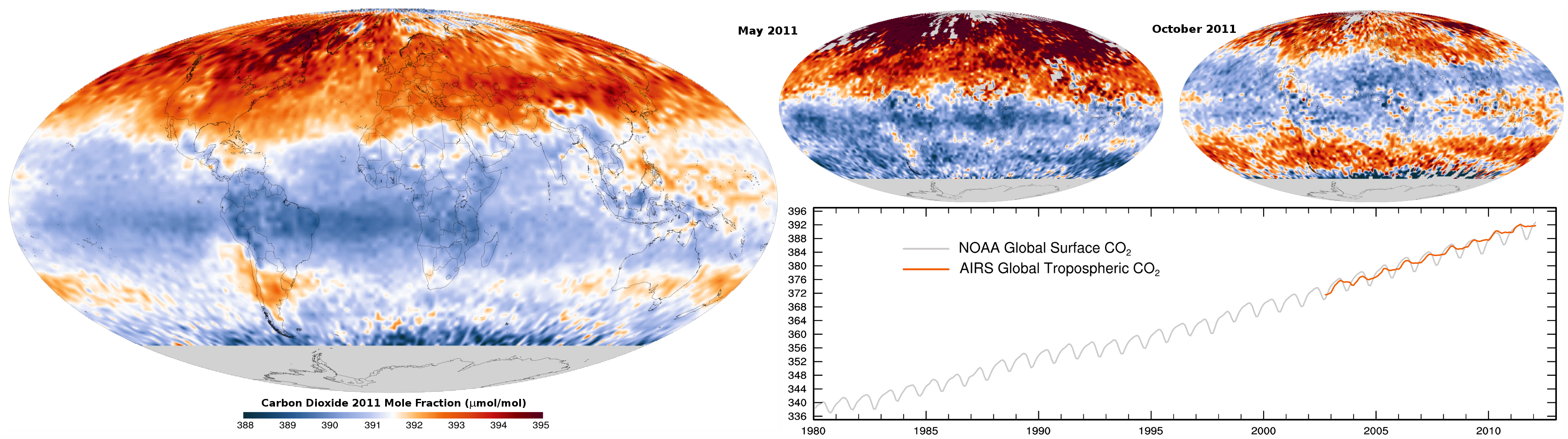
Nồng độ carbon dioxide trong tầng đối lưu năm 2009.

Carbon tồn tại trong khí quyển Trái Đất chủ yếu dưới dạng khí carbon dioxide (CO2). Mặc dù chỉ chiếm một tỷ lệ phần trăm nhỏ trong khí quyển (khoảng 0,03% tính theo mol), nhưng nó lại có vai trò thiết yếu trong việc hỗ trợ sự sống. Các khí khác chứa carbon có trong khí quyển là methan và các chlorofluorocarbon (các loại khí thứ hai này có nguồn gốc hoàn toàn nhân tạo). Cây cối và các loại thực vật xanh khác như cỏ chuyển hóa carbon dioxide thành các carbohydrat thông qua quang hợp, giải phóng oxy trong quá trình này. Quá trình này là mạnh nhất trong các khu rừng tương đối mới, nơi sự phát triển của cây cối là nhanh hơn cả. Tác động là mạnh nhất trong các khu rừng lá sớm rụng vào giai đoạn ra lá trong mùa xuân. Điều này có thể thấy được như là tín hiệu hàng năm trong đường cong Keeling của hàm lượng CO2 đã đo đạc được kể từ năm 1958 tới nay. Sự giảm xuống hàng năm của hàm lượng carbon dioxide tại Bắc bán cầu trong mùa xuân là chi phối, do tại đây có nhiều đất đai hơn trong các vĩ độ ôn đới so với ở Nam bán cầu.
- Rừng lưu giữ khoảng 86% lượng carbon trên mặt đất trong đất liền của Trái Đất và khoảng 73% lượng carbon trong đất của hành tinh[2].
- Tại bề mặt các đại dương về phía các địa cực thì nước biển trở thành lạnh hơn và vì thế có nhiều acid carbonic được hình thành hơn, do CO2 trở nên dễ hòa tan hơn. Điều này đi liền với quá trình luân chuyển nhiệt muối của đại dương, vận chuyển nước bề mặt nặng hơn vào trong lòng đại dương (xem bài về bơm dung giải).
- Tại các khu vực bề mặt đại dương, nơi có hiệu suất chuyển hóa sinh học cao, các sinh vật chuyển hóa carbon bằng cách khử bớt nó vào các mô hay thành carbonat trong các phần cứng của cơ thể như mai hoặc vỏ của chúng. Tương ứng với chúng là bơm mô mềm oxy hóa và bơm carbonat (hay bơm mô cứng) tái hòa tan ở các mức tính theo trung bình là thấp hơn của đại dương so với các mức mà chúng được hình thành, kết quả là tạo ra một luồng lắng xuống của carbon (xem mục từ về bơm sinh học).
- Sự phong hóa của các loại đá silicat (xem chu trình carbonat-silicat). acid carbonic phản ứng với đá bị phong hóa để tạo ra các ion bicarbonat. Các ion bicarbonat đã sinh ra được vận chuyển tới các đại dương, nơi chúng được sử dụng để tạo ra các loại khoáng chất chứa carbonat của đại dương. Không giống như CO2 hòa tan trong cân bằng hay các mô bị phân hủy, phong hóa không di chuyển carbon vào bên trong nguồn chứa nó mà từ đó nó có thể sẵn sàng để hoàn trả lại cho khí quyển.
- Năm 1958, hàm lượng carbon dioxide trong khí quyển đo đạc tại Mauna Loa là khoảng 320 phần triệu (ppm), còn trong năm 2011 thì hàm lượng đo tại đây là khoảng 391 ppm[3].
- Phát xạ CO2 trong tương lai có thể tính toán theo đồng nhất thức Kaya.

Carbon được giải phóng vào khí quyển theo vài cách:
- Thông qua hô hấp của động và thực vật. Đây là một loại phản ứng tỏa nhiệt và nó bao gồm sự phân rã glucose (hay các phân tử hữu cơ khác) thành carbon dioxide và nước.
- Thông qua phân hủy các chất có nguồn gốc từ động vật và thực vật bởi vi khuẩn. Nấm và vi khuẩn phân hủy các hợp chất chứa carbon trong động và thực vật chết và chuyển carbon có trong đó thành carbon dioxide (nếu có mặt oxy), hay thành methan (nếu không có oxy).
- Thông qua quá trình cháy của vật chất hữu cơ, trong đó carbon chứa trong vật chất này bị oxy hóa, sinh ra carbon dioxide (và các chất khác, như hơi nước). Việc đốt cháy các nhiên liệu hóa thạch như than, các sản phẩm từ dầu mỏ và khí tự nhiên giải phóng carbon đã lưu trữ trong địa quyển từ hàng triệu năm qua. Việc đốt cháy các nhiên liệu nông nghiệp cũng giải phóng carbon dioxide chỉ được lưu giữ trong vài tháng hay vài năm.
- Sản xuất xi măng. Carbon dioxide được giải phóng khi đá vôi (calci carbonat) bị nung nóng để tạo ra vôi sống, một thành phần của xi măng.
- Tại bề mặt đại dương, nơi nước trở nên ấm hơn, carbon dioxide đã hòa tan được giải phóng ngược trở lại khí quyển, do độ hòa tan của nó giảm xuống.
- Các vụ phun trào núi lửa và biến chất giải phóng các khí vào khí quyển. Các khí núi lửa chủ yếu là hơi nước, carbon dioxide và lưu huỳnh dioxide. Lượng carbon dioxide giải phóng theo cách này về cơ bản là xấp xỉ bằng lượng hấp thụ trong quá trình phong hóa silicat[cần dẫn nguồn]; vì thế hai quá trình, về mặt hóa học là ngược lại nhau, có tổng xấp xỉ bằng không, và vì vậy gần như không ảnh hưởng tới nồng độ carbon dioxide trong khí quyển, khi tính theo thang thời gian không ngắn hơn khoảng 100.000 năm.

## Trong sinh quyển
Carbon là thành phần thiết yếu của sự sống trên Trái Đất. Khoảng một nửa trọng lượng khô của phần lớn các sinh vật là carbon. Nó có vai trò quan trọng trong kết cấu, hóa sinh học và dinh dưỡng của mọi tế bào. Các sinh khối giữ khoảng 575 tỉ tấn carbon, phần lớn trong số này dưới dạng gỗ. Đất giữ khoảng 1.500 tỉ tấn, chủ yếu dưới dạng carbon hữu cơ, và có lẽ với khoảng một phần ba của nó là các dạng carbon vô cơ, như carbonat calci.
- Sinh vật tự dưỡng là các sinh vật có khả năng tạo ra các hợp chất hữu cơ của chính chúng bằng cách sử dụng carbon dioxide từ không khí hay từ trong nước mà trong đó chúng sống. Để làm điều này, chúng cần có nguồn năng lượng từ bên ngoài. Gần như mọi sinh vật tự dưỡng đều sử dụng bức xạ mặt trời (ánh nắng) để có nguồn năng lượng này, và vì thế quá trình sản xuất của chúng được gọi là quang hợp. Một lượng nhỏ sinh vật tự dưỡng khai thác các nguồn năng lượng hóa học trong quá trình gọi là hóa tổng hợp. Các sinh vật tự dưỡng quan trọng nhất của chu trình carbon là cây cối trong các khu rừng trên cạn và các thực vật phiêu sinh trên mặt đại dương. Quá trình quang hợp về cơ bản có thể coi là tuân theo phản ứng sau: 6CO2 + 6H2O → C6H12O6 + 6O2.
- Carbon được di chuyển trong phạm vi sinh quyển như là nguồn thức ăn của các sinh vật dị dưỡng, khi chúng ăn các sinh vật khác hay các bộ phận của sinh vật khác (như hoa, quả, củ). Quá trình này cũng bao gồm cả việc hấp thụ các vật chất hữu cơ từ sinh vật chết của nấm và vi khuẩn (trong quá trình lên men hay phân hủy).
- Phần lớn carbon rời khỏi sinh quyển thông qua hô hấp. Khi có mặt oxy, hô hấp hiếu khí diễn ra và giải phóng carbon dioxide vào không khí hay nước bao quanh, tuân tho phản ứng: C6H12O6 + 6O2 → 6CO2 + 6H2O. Khi không có oxy, hô hấp kị khí xảy ra và giải phóng methan vào môi trường xung quanh, và cuối cùng là thoát vào khí quyển hay thủy quyển (như khí đầm lầy hay khí thoát ra từ trung tiện).
- Sự đốt cháy sinh khối (như cháy rừng, đốt củi gỗ để lấy nhiệt v.v.) cũng chuyển một lượng đáng kể carbon vào khí quyển.
- Carbon cũng luân chuyển trong phạm vi sinh quyển khi vật chất hữu cơ chết (như than bùn) nập vào trong địa quyển. Mai hay vỏ của động vật chứa calci carbonat cuối cùng cũng có thể chuyển thành đá vôi thông qua quá trình trầm tích hóa.
- Còn nhiều vấn đề với chu trình carbon trong lòng biển thẳm cần phải nghiên cứu thêm. Chẳng hạn, phát hiện gần đây cho thấy các sinh vật sống đuôi có cuống (Appendicularia) tạo ra một lượng lớn các ổ dịch nhầy, tới mức chúng có thể chuyển cả một lượng lớn carbon vào lòng biển thẳm, cũng lớn như đã được phát hiện trước đây bởi các bẫy trầm tích[6]. Do kích thước và thành phần của chúng, các ổ này hiếm khi thu thập được trong các bẫy trầm tích, vì thế phần lớn các phân tích sinh địa hóa học đã bỏ qua chúng một cách sai lầm.

Carbon lưu giữ trong sinh quyển chịu ảnh hưởng của một số quá trình ở các thang thời gian khác nhau. Trong khi sản xuất chủ đạo ròng tuân theo chu kỳ hàng ngày và chu kỳ mùa, carbon có thể được lưu giũ tới vài trăm năm trong cây gỗ và tới hàng nghìn năm trong đất. Các thay đổi trong các vũng carbon dài hạn này (như chặt phá hay trồng rừng hoặc thông qua các thay đổi có liên quan tới nhiệt độ trong sự hô hấp của đất) có thể ảnh hưởng tới sự thay đổi khí hậu toàn cầu.

## Trong thủy quyển

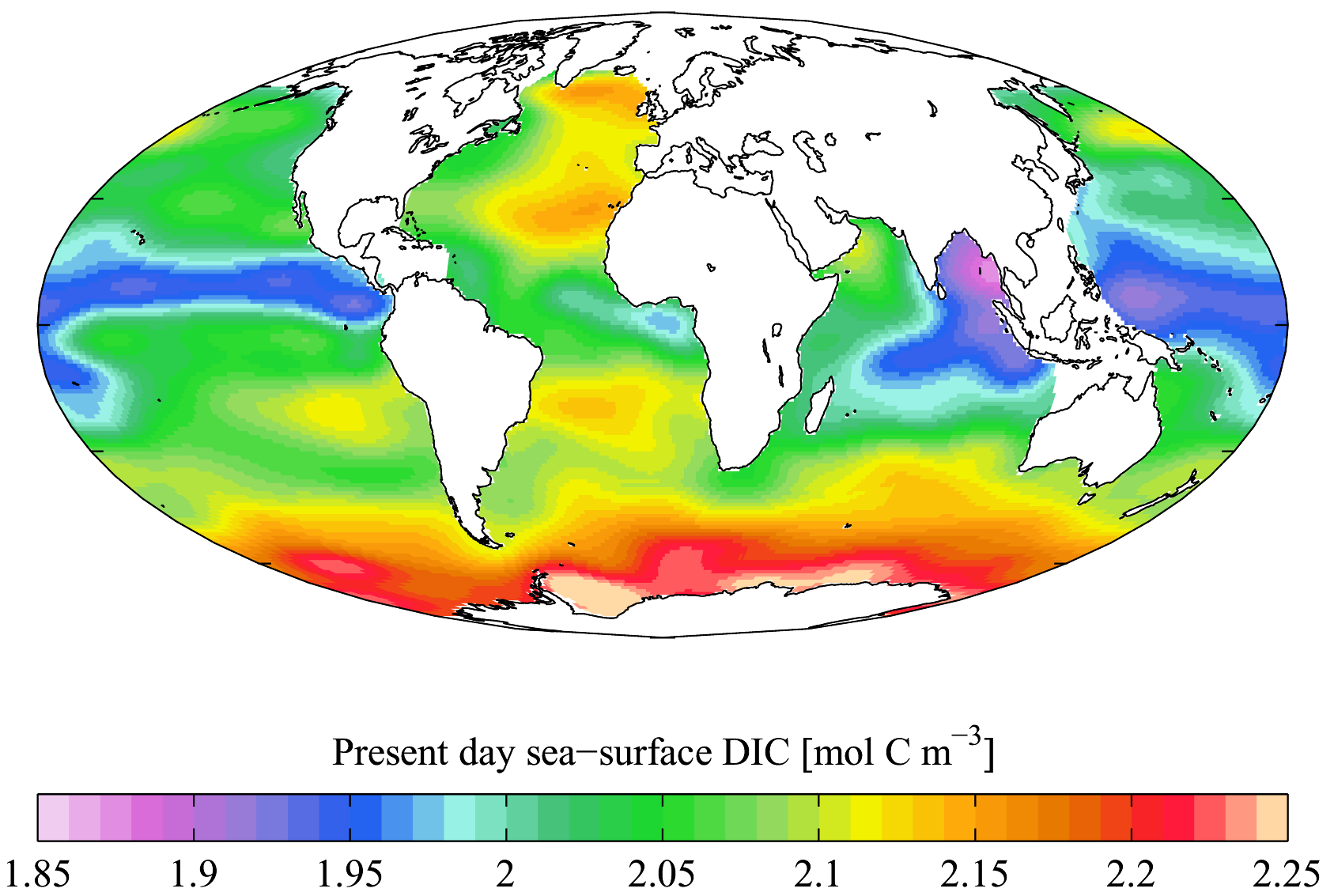
Hàm lượng carbon vô cơ hòa tan tại mặt biển "ngày nay" (thập niên 1990) (lấy theo khí hậu học của Global Ocean Data Analysis Project (GLODAP).

Các đại dương chứa khoảng 36.000 tỉ tấn carbon, chủ yếu dưới dạng ion bicarbonat (trên 90%, với phần còn lại là carbonat). Các trận bão tố lớn vùi lấp một lượng lớn carbon, do chúng cuốn trôi nhiều trầm tích. Chẳng hạn, một tổ nghiên cứu từ Đại học bang Ohio đã thông báo trong số phát hành tháng 7 năm 2008 của tạp chí Geology rằng chỉ một trận bão tại Đài Loan đã vùi lấp một lượng carbon trong lòng đại dương dưới dạng trầm tích cũng nhiều bằng lượng carbon bị vùi lấp do toàn bộ các trận mưa trong cả một năm tại vùng đất này cộng lại. Carbon vô cơ (các hợp chất carbon không chứa liên kết carbon-carbon hay carbon-hydro), là quan trọng trong các phản ứng của chúng với nước. Sự trao đổi carbon này là quan trọng trong việc kiểm soát độ pH trong lòng đại dương và cũng có thể thay đổi như là nguồn cung cấp hay thu carbon. Carbon cũng sẵn sàng trao đổi giữa khí quyển và đại dương. Trong khu vực có sóng cuộn từ dưới lên của đại dương, carbon được giải phóng vào khí quyển. Ngược lại, tại các khu vực sóng cuộn từ bề mặt xuống sâu thì carbon dưới dạng CO2 lại từ không khí chuyển vào lòng đại dương. Khi CO2 chuyển vào lòng đại dương, nó tham gia vào một loạt các phản ứng, được cân bằng ở quy mô cục bộ:
Hòa tan:
CO2(khí quyển) ⇌ CO2(hòa tan)
Chuyển hóa thành acid carbonic:
CO2(hòa tan) + H2O ⇌ H2CO3
Ion hóa bậc nhất:
H2CO3 ⇌ H+ + HCO3− (ion bicarbonat)
Ion hóa bậc hai:
HCO3− ⇌ H+ + CO3−− (ion carbonat)
Mỗi phản ứng trong chuỗi các phản ứng hóa học này đều có hệ số cân bằng riêng của chính mình, xác định dạng mà carbon vô cơ chiếm giữ trong lòng đại dương. Các hệ số này, từng được xác định theo công thức kinh nghiệm cho nước biển, là các hàm số phụ thuộc vào nhiệt độ, áp suất và sự tồn tại của các ion khác (đặc biệt là ion borat). Trong lòng đại dương, các cân bằng nghiêng về phía ion bicarbonat. Do ion này là bước thứ ba trong quá trình loại CO2 từ khí quyển, nên mức độ lưu giữ carbon vô cơ trong lòng đại dương không tỷ lệ thuận với áp suất thành phần của CO2 trong khí quyển. Hệ số đối với đại dương là khoảng 10, nghĩa là khi CO2 trong khí quyển tăng (giảm) 10% thì cân bằng lưu giữ trong đại dương chỉ tăng (giảm) khoảng 1%, với hệ số chính xác phụ thuộc vào các điều kiện tại khu vực đo đạc. Hệ số đệm này thường được gọi là "hệ số Revelle", đặt theo tên nhà khoa học Roger Revelle.
Trong lòng đại dương, carbonat hòa tan có thể kết hợp với calci hòa tan để kết tủa dưới dạng carbonat calci (CaCO3) rắn, chủ yếu dưới dạng mai hay vỏ của các vi sinh vật. Khi các sinh vật này chết đi, lớp vỏ của chúng trầm lắng xuống và tích tụ trên đáy biển. Theo thời gian, các trầm tích carbonat này tạo thành đá vôi, nguồn chứa carbon lớn nhất trong chu trình carbon. Calci hòa tan trong đại dương đến từ phong hóa hóa học của các loại khoáng vật silicat, trong đó acid carbonic và các acid khác có trong nước ngầm phản ứng với các khoáng vật chứa calci, giải phóng ra các ion calci tự do vào trong dung dịch và để lại phần bã của các khoáng vật sét giàu nhôm mới được hình thành cùng các khoáng chất không hòa tan, như thạch anh.
Luồng hấp thụ carbon dioxide vào trong lòng đại dương chịu ảnh hưởng bởi sự có mặt của các virus phổ biến rộng trong nước biển, gây nhiễm trùng cho nhiều loài vi khuẩn. Sự chết đi hàng loạt của vi khuẩn dẫn tới kết quả là làm gia tăng sự hô hấp carbon dioxide tại bề mặt tiếp giáp của khí quyển và đại dương, góp phần làm tăng vai trò của đại dương như là nguồn hấp thụ carbon.